# Таскіован
Таскіован (англ. Tasciovanus) — правитель племені катувеллаунів.
Близько 20 року до н. е. Таскіован заснував на річці Вер поселення Верламіон — «селище над болотом», яке слугувало катувеллаунам столицею, де також чеканилася монета. Приблизно в 10 році до н. е. Таскіован карбував монети в Камулодуні, Під час римського завоювання в 43 році Верламіон був перейменований у Веруламій (нинішній Сент-Олбанс, Англія).

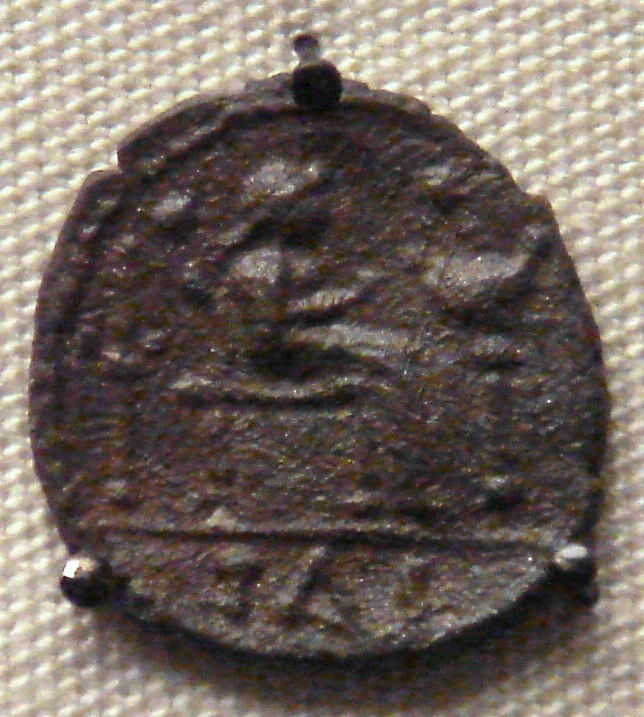
Монета Таскіована — короля катувеллаунів.

Таскіован залишив своє ім'я на монетах. Його пізніші монети — римського стилю, на деяких з яких є портрет, що дуже нагадує імператора Августа. Серед зображень на цих монетах зустрічаються кінь, вершник, Пегас, кентавр, бик, кабан і орел. Основним місцем карбування був Веруламій, він позначений на багатьох його монетах. Відомі золоті статери, чверть-статери, срібні монети і два види бронзових монет.
Поразка, що римляни зазнали на Рейні в 17 році до н. е., мабуть, сприяло тому, що Таскіован зважився почати наступ на східних кордонах свого царства. Однак поява самого Августа в Галлії в 16 році до н. е. змусило вождя катувеллаунів залишити свій намір і віддалитися з Камулодуна.
На думку Ш. Фрера, цими обставинами пояснюється незначне число монет Таскіована, випуск яких носить відмітку чекана в Камулодуні. Хоча катувеллауни не зважалися більше переходити межі володінь триновантів, але вони продовжували розширювати свою територію за іншими напрямками: за Таскіована їх царство простиралося від Нортемптоншіра на півночі до Темзи на півдні і, може бути, навіть включало частину Кента на захід від Мідвея. На деяких монетах Таскіована з'являється кельтський титул Rigonus, який, здається, відповідав латинському Rex.
Син Таскіована, король Кунобелін, правив з 9 по 40 роки.